# Geschiedenis van Barbados

Vlag van Barbados

De geschiedenis van Barbados, een land in de Caribische Zee, is te verdelen in drie periodes, namelijk de bewoning door indianen, de overheersing door Europa en de periode als onafhankelijk land.

## Inheemse bevolking
De oorspronkelijke bewoners van Barbados waren Arowakken. Deze werden echter rond 1200 n.Chr verdreven door de Cariben. De bewoning door deze bevolkingsgroep duurde echter niet lang, want toen de Portugezen voor het eerst voet aan wal zetten op het eiland was het onbewoond.

## Europese overheersing

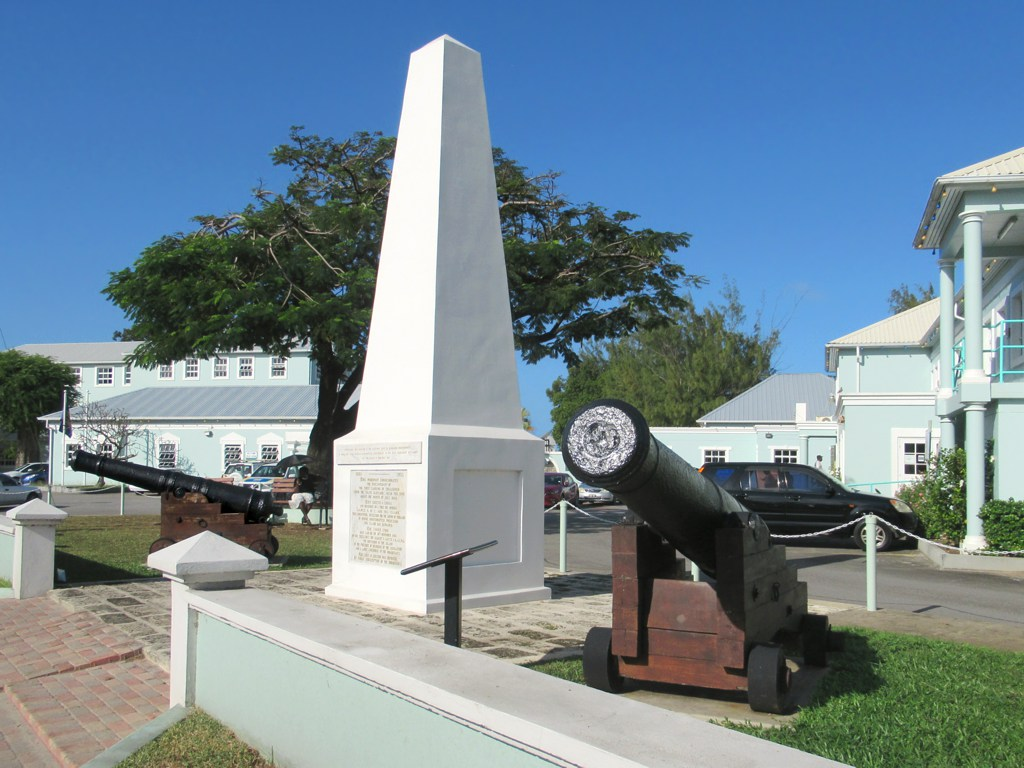
Monument in Holetown (Barbados) ter herinnering aan de Britse kolonisatie van het eiland

De eerste Europeanen die Barbados bezochten, waren de Spanjaarden in 1492. Zij vestigden zich niet op het eiland, maar namen de Cariben gevangen en transporteerden hen naar Spaans grondgebied.
In 1536 landde Pedro a Campos op het eiland, toen hij op zoek was naar een route naar Brazilië. Hij zou het eiland Barbados hebben genoemd vanwege de baardvormige ficusbomen (barba is Portugees voor baard). In 1625 werd het eiland geclaimd door het Verenigd Koninkrijk en in 1627 werd het officieel een Engelse kolonie.
Net zoals in veel andere Britse koloniën werden er op het eiland veel plantages aangelegd waar vooral suikerriet werd verbouwd. Op de plantages werkten veel slaven, zelfs zoveel dat in 1786 79% van de inwoners van Afrikaanse afkomst was. Die kwamen door de slechte werkomstandigheden in 1816 in opstand en in 1834 werd slavernij in het hele Britse Rijk afgeschaft.

## Onafhankelijkheid
In 1885 werd Barbados een onafhankelijke kolonie binnen het Britse Rijk, in plaats van één kolonie te vormen met meerdere landen in de Caribische Zee. Barbados werd op 30 november 1966 onafhankelijk en trad toe tot het Gemenebest van Naties. Sinds 30 november 2021 is Barbados een onafhankelijke republiek.